# フェルナンド2世 (ブラガンサ公)
フェルナンド2世（Fernando II, Duque de Bragança, 1430年 - 1483年6月22日）は、ポルトガルの貴族、第3代ブラガンサ公。

## 生涯
第2代ブラガンサ公フェルナンド1世とその妻ジョアナ・デ・カストロ（1410年頃 - 1470年）の間の長男として生まれた。フェルナンドは従叔父にあたるポルトガル王アフォンソ5世に深く信頼されており、国王のモロッコ遠征にはいつも随行していた。アフォンソ5世は忠誠の見返りとして、1464年にフェルナンドをギマランイス伯爵位を与え、1475年にはギマランイス公爵に陞爵させた。フェルナンドは1478年、父の死と同時に、イベリア半島で最も裕福かつ権勢を誇る貴族家門、ブラガンサ公爵家の家督を継いだ。
アフォンソ5世はカスティーリャ王エンリケ4世の一人娘フアナ・ラ・ベルトラネーハを2番目の妻に迎え、イサベル1世女王の陣営との間で第二次カスティーリャ継承戦争を引き起こしたが、フェルナンドはトロの戦いにおいて、王妃フアナの警護責任者を務めた。
ところが1481年、ジョアン2世が王位を継ぐと情勢が変わった。ジョアン2世は王権の強化を目指し、父王を支えてきた国内の大貴族層を滅ぼすことを決意した。大貴族の筆頭だったフェルナンドは真っ先に標的となり、1483年に謀反の罪を着せられてエヴォラで処刑された。翌1484年には、義弟のヴィゼウ公ディオゴも同様の罪を着せられ処刑されている。ブラガンサ公爵家は所領を没収され、カスティーリャに亡命することを余儀なくされた。

## 子女
1447年に初代ヴィラ・レアル侯爵ペドロ・デ・メネゼスの娘レオノール（1452年没）と結婚したが、子供のないまま死別した。1472年にヴィゼウ公フェルナンド王子の娘で又従妹にあたるイザベル（1459年 - 1521年）と再婚し、間に6人の子供をもうけた。
- フィリペ（1475年 - 1483年） - ギマランイス公
- マルガリーダ（1477年頃 - 1483年）
- ジャイメ1世（1479年 - 1532年） - ブラガンサ公
- ディニス（英語版）（1481年 - 1516年） - レモス伯
- アフォンソ（1482年 - ?）
- カタリナ（1483年生、夭折）